# ラッシュ・ライフ
『ラッシュ・ライフ』(Lush Life)は、1996年9月にフォックス放送で放映されたアメリカ合衆国のシットコム。このシリーズでは、ロリ・ペティとカリン・パーソンズが経済的理由によってワンルーム・マンション(Studio apartment)を共有するルームメートとして主演した。

## プロット
ペティはワイルドで常識にとらわれないボヘミアン・アーティストのジョーゼット"ジョージ"・サンダースを、パーソンズは高慢で頭の空っぽなワナビーのビジネスウーマンであるマーゴット・ハインズを演じた。この2人は突拍子もない計画を巡って大抵対立に至っている。放送された1エピソードでジョージは、世間の注目と自分の絵画に高値を呼び込むために自身の死を偽装した。別の挿話ではマーゴットが、ジョージの何人かの同性愛者の男性の友人に自分のボーイフレンドのふりをさせ、乱暴な元彼を追い払うよう説得していた。

## 早期終了
第1話の視聴者数(Nielsen ratings)は振るわず、4話の放送をもって早くも打ち切りとなった。後に続く3エピソードが既に制作されていたが、未放送のまま終わっている。

## キャスト
- ロリ・ペティ (Lori Petty) ..... ジョーゼット"ジョージ"・サンダース
- カリン・パーソンズ (Karyn Parsons) ..... マーゴット・ハインズ
- ローレン・グレアム (Lauren Graham) ..... サンドラ "サンディ"・サンダース
- ファブ・フィリッポ (Fab Filippo) ..... ハミルトン・フォード・フォスター
- カリル・ケイン (Khalil Kain) ..... ランス・バティスタ
- サリヴァン・ウォーカー (Sullivan Walker) ..... ハル・ガードナー
- ジョン・オーティス (John Ortiz) ..... ネルソン"マルガリータ"・マルケス
- コンセッタ・トメイ (Concetta Tomei) ..... アン・ハインズ＝ディヴィス＝ウィルソン＝ジェファーソン＝アリ

## エピソード
| 話数 | タイトル                                 | 放送日        |
| ---- | ---------------------------------------- | ------------- |
| 1-1  | "ザ・ラッシュ・ビギニング"               | 1996年9月9日  |
| 1-2  | "ザ・デッド・ラッシュ・アーティスト"     | 1996年9月16日 |
| 1-3  | "ザ・ファースト・ラッシュ・ディト"       | 1996年9月23日 |
| 1-4  | "ザ・ラッシュ・イクス＝ポージャー"       | 1996年9月30日 |
| 1-5  | "ザ・ラッシュ・ウェイトレス"             | 未放映        |
| 1-6  | "ザ・ラッシュ・ヘクス"                   | 未放映        |
| 1-7  | "ノット・ソウ・ラッシュ・ロック・スター" | 未放映        |

## 参照
1. ↑  The Dead Lush Artist
2. ↑  The Lush Ex-Posures